# Монтиэль, Сантьяго
Сантьяго Габриэль Монтиэль (исп. Santiago Gabriel Montiel; род. 22 ноября 2000, Грегорио-де-Лаферрере, Буэнос-Айрес) — аргентинский футболист нападающий клуба «Индепендьенте». Двоюродный брат чемпиона мира и игрока Сборной Аргентины Гонсало Монтиэля.

## Клубная карьера
Монтиэль — воспитанник клубов «Ривер Плейт» и «Архентинос Хуниорс». 5 февраля 2023 года в матче против «Расинга» он дебютировал в аргентинской Примере в составе последнего. 18 февраля в поединке против «Бельграно» Сантьяго забил свой первый гол за «Архентинос Хуниорс». 